# Нова демократія (Україна)
Нова демократія — українська політична партія.

## Історія
Партія заснована 15 січня 2005 року рішенням установчого з'їзду. Організатором з'їзду була ініціативна група на чолі з Євгеном Кушнарьовим, який і був обраний Генеральним секретарем партії. 14 березня 2005 року відбулася реєстрація політичної партії «Нова демократія» Міністерством юстиції України (реєстраційний номер 113-п.п.). 19 листопада 2005 року на II з’їзді політичної партії «Нова демократія» було прийнято рішення про об’єднання «Нової демократії» з Партією регіонів і припинення діяльності «Нової демократії» шляхом її саморозпуску. 
27 травня 2006 року рішенням III позачергового з'їзду відбулося припинення процедури ліквідації політичної партії «Нова демократія», змінена назва з політичної партії «Нова демократія» на «Політична партія «Громадянська платформа». Генеральним секретарем партії обрано Людмилу Давидову. 22 грудня 2006 року на IV позачерговому з’їзді політичної партії «Нова демократія» у м. Київ було прийнято рішення про зміну назви політичної партії «Громадянська платформа» на «Політична партія «Нова демократія».
14 вересня 2010 року Генеральний секретар партії Людмила Давидова припинила членство в партії та зняла з себе повноваження Генерального секретаря партії «Нова демократія». Виконуючим обов’язки Генерального секретаря партії призначено Сергія Круподера терміном до наступного з’їзду. 

## Ідеологія
Головною метою політичної партії «Нова демократія» є розбудова України як суверенної і незалежної, демократичної, соціальної, правової держави. Для її досягнення партія буде добиватися впливу на формування політичної волі держави як своєю присутністю у владі, так і взаємодією з інститутами громадянського суспільства.

## Діяльність
Від моменту свого заснування партія провела масштабну організаційну діяльність, яка передбачала донесення до народу України своїх принципів і цілей. У наш час[коли?] партія має територіальні організації в усіх областях України, Автономній Республіці Крим, містах Києві та Севастополі. Більш ніж 400 місцевих організацій партії по всій Україні мають статус юридичних осіб. На базі партії створено Всеукраїнську громадську організацію Рух «Нова демократія». Партія є засновником та видавцем громадсько-політичного щотижневика Газета «Нова демократія». 
Головним своїм завданням партія вважає постійне представництво в органах влади всіх рівнів задля реалізації програмних засад партії. Партія ставить перед собою завдання представництва у владі на всіх її рівнях: в місцевих радах, серед сільських, селищних та міських голів, у Верховній Раді України.

## Генеральні секретарі
- Кушнарьов Євген Петрович (15 січня 2005 — 19 листопада 2005)
- Давидова Людмила Іванівна (27 травня 2006 — 14 вересня 2010)
- Круподер Сергій Іванович (в.о., 14 вересня 2010—)